# 선서

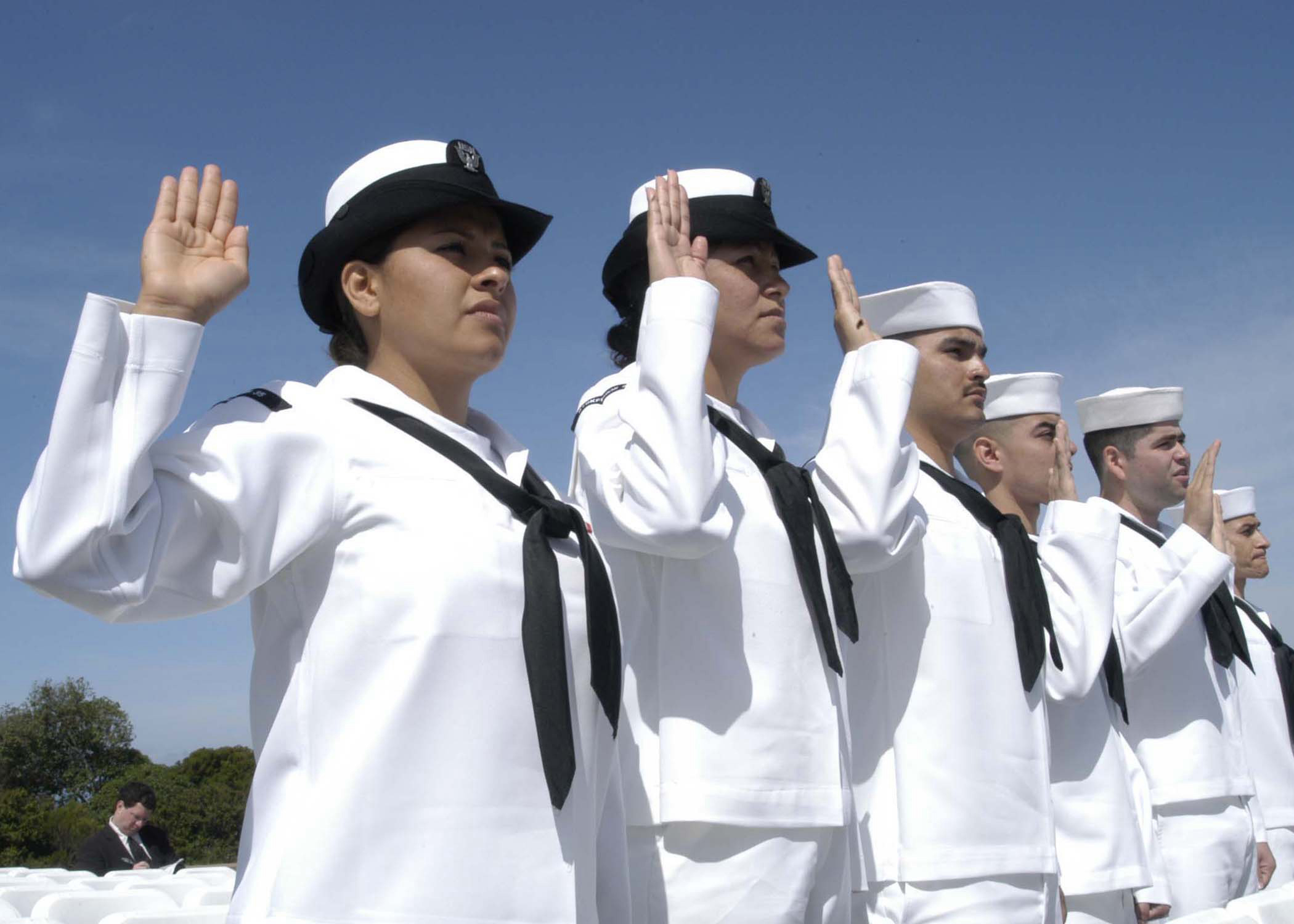

선서(宣誓)는 많은 사람들 앞에서 공표하는 것을 말한다.

## 증인신문에서의 선서
증언의 진실성을 담보하기 위하여 증인은 원칙적으로 진실을 진술하겠다는 요지의 선서의무(宣誓義務)를 진다(290조, 292조). 16세 미만의 자 등은 선서의무가 없으며(293조), 법원이 선서를 면제할 수 있는 경우가 있으며(294조), 증인이 선서를 거부할 수 있는 경우도 있다(295조). 선서한 증인이 허위진술을 하게 되면 위증죄가 성립된다(형 152조 1항, 153조).

## 같이 보기
- 견진성사
- 수행성
- 맹세